# Минас Миноидис
Минас Миноидис (на гръцки: Μηνάς Μηνωίδης) е гръцки учен и общественик, представител на т.нар. новогръцкото просвещение.

## Биография
Минас Миноидис е роден на 1 декември 1788 година във Воден, тогава в Османската империя, днес Едеса, Гърция. Истинското му име е Константинос Мина или Константинос Мину. След това решава да възприеме името Минас. Името се среща и в комбинацията Константинос-Минас.
Първоначално учи във Воден, а след това в Атонската академия и училището в Хиос. В 1811 година работи като учител в Мелник, а след това е и директор на Мелнишкото училище. В 1815 година преподава в Солун, а в периода 1815 – 1819 е директор на Сярското училище. По време на престоя си в Сяр създава високо ценена лична библиотека от 182 тома.
По време на Гръцката война за независимост в 1821 година емигрира в Париж, където популяризира изучаването на древногръцка и новогръцка култура. С избихването на гръцката реолюция Миноидис се сблъсква с Адамандиос Кораис, който се противопоставя на войната. Миноидис става един от най-ярките поддръжници на Йоанис Каподистрияс и политиката му.
Неговият най-голям принос, обаче, е откриването на важни ръкописи в Света гора по време на експедиции си в Турция и Мала Азия. Така в 1841 година Миноидис открива в Света гора ръкопис от Иполит Римски, известен днес под името refutatio omnium haeresium (опровержение на всички ереси). Текстът става основа за последваща научна дейност около въпроса за идентичността на Иполит Римски. По време на мисиите си Миноидис пътува под името Констант Менас.
След като се пенсионира във Франция, се премества в Атина за кратко. Завръща се в Париж в 1855 година. В 1858 г. той издава „За гимнастиката“ на Филострат Стари в превод на френски с пролог, озаглавен „Разсъждения за Олимпийските игри и гръцките препоръки“ (Λόγος περί της των Ολυμπιακών Αγώνων εν Ελλάδι συστάσεως) като по този начин започва дискусия в средите в Париж около възраждането на Олимпийските игри. Прологът е написан като протест срещу гръцкия кралски олимпийски указ. Миноидис критикува на френски и гръцки целите, за които гръцкото правителство възнамерява да използва дарението на Евангелос Запас - филантроп, който още в 1856 година предлага на гръцкия крал Отон I да спонсорира Олимпийските игри. Минас Миноидис умира една година след това, на 30 декември 1859 година.